# 2002 في الاتحاد الأوروبي
أحداث 2002 في الاتحاد الأوروبي.

## المناصب
- رئيس المفوضية الأوروبية - رومانو برودي
- رئاسة مجلس الاتحاد الأوروبي - إسبانيا (كانون الثاني - حزيران) الدنمارك (تموز - كانون الأول)
- رئيس البرلمان الأوروبي - نيكول فونتين (حتى 15 كانون الثاني) ، بات كوكس
- الممثل للشؤون الخارجية والسياسة الأمنية - خافيير سولانا

## الأحداث
- 1 كانون الثاني -
  - إسبانيا تتولى رئاسة الاتحاد الأوروبي.
  - تصدر الأوراق النقدية والعملات المعدنية باليورو في النمسا وبلجيكا وفرنسا وفنلندا وألمانيا واليونان وأيرلندا وإيطاليا ولوكسمبورغ وهولندا والبرتغال وإسبانيا.[1]
- 15 كانون الثاني - انتخاب عضو البرلمان الأوروبي بات كوكس رئيساً للبرلمان الأوروبي.[2]
- 8 شباط - أصبح اليورو هو العملة القانونية الوحيدة في جميع دول منطقة اليورو الـ 12.[3]
- 31 أيار - صدقت جميع الدول الأعضاء في الاتحاد الأوروبي البالغ عددها 15 دولة على اتفاقية كيوتو, والتزمت بخفض انبعاثات ثاني أكسيد الكربون بنسبة 8٪ بين عامي 2008 و 2012 مقارنة بمستويات عام 1990.[4]
- 19 تشرين الأول - في استفتاء ثان, صوت الناخبون الأيرلنديون لصالح التصديق على معاهدة نيس.[5]